# 高积云
高积云(英語：Altocumulus)是中云的一类，云块较高層雲小，但可清晰分辨轮廓，有时出现在两个或以上的高度，高积云较薄时呈白色，在较厚时呈暗灰色。高积雲云状可以是扁圆形、瓦片状等，且以波浪形排列。

### 透光高积云
- 透光高积云：个体明显，排列规则，但雲体厚薄不均，有时可透过云缝见到蓝天。

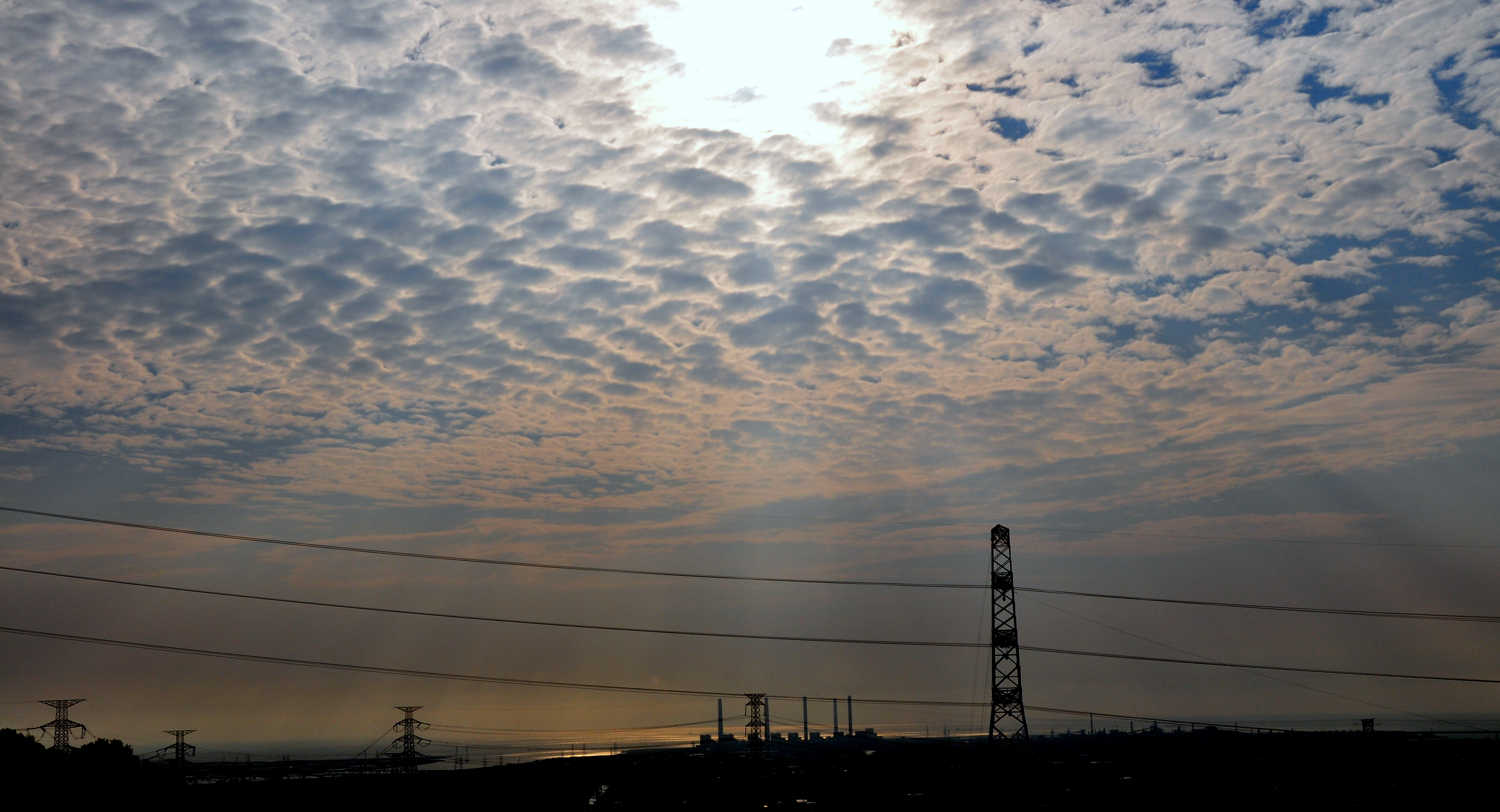
透光高積雲。

### 蔽光高积云
- 蔽光高积云：云体连续，云块深暗而不规则，几乎不透光，云底仍可辨别出云块个体。

### 荚状高积云

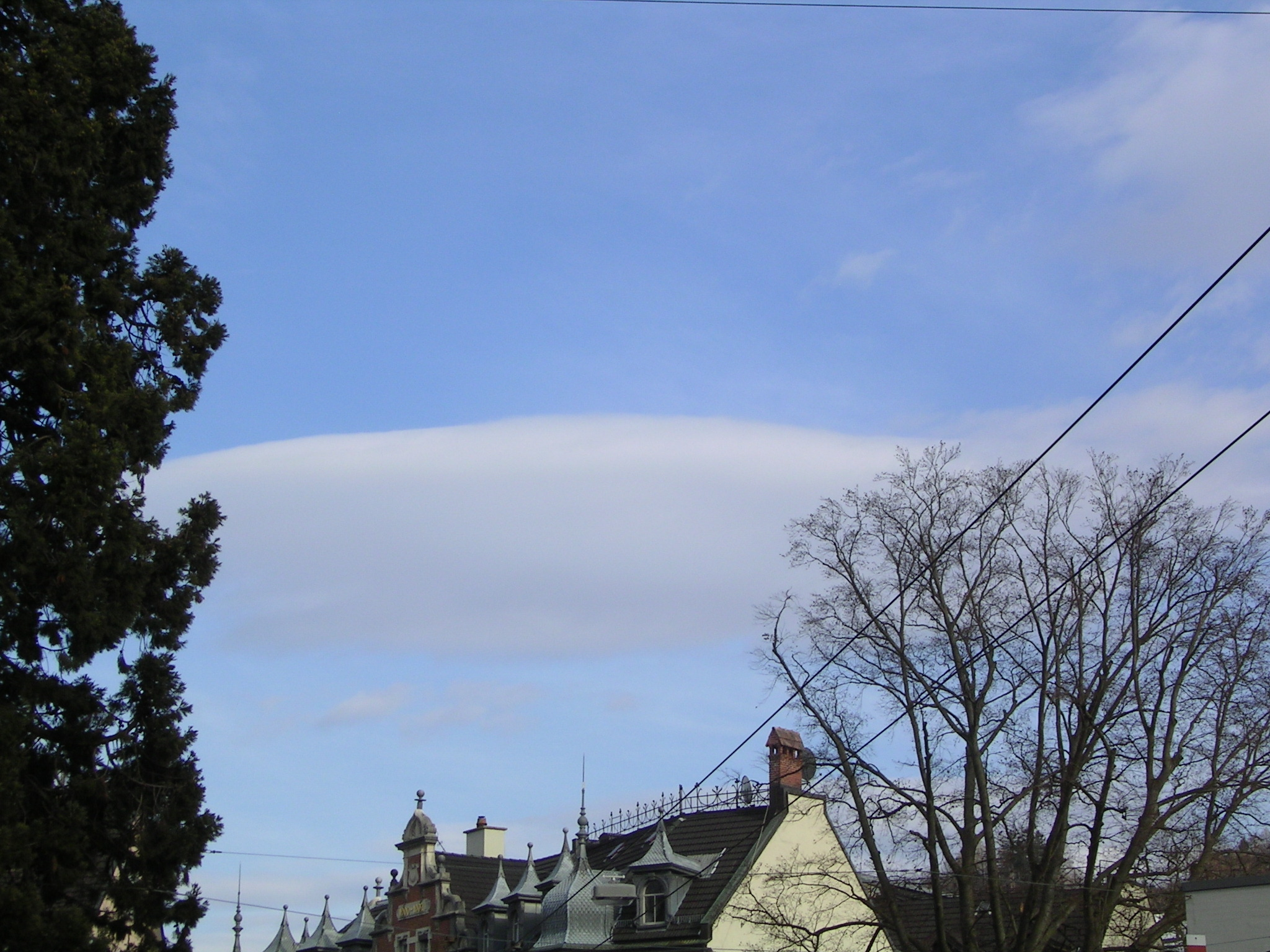
荚状高积云

- 荚状高积云：分散出现在天空中，呈椭圆形或豆荚状，轮廓明显，云块不断变化。

### 积云性高积云
- 积云性高积云：云块大小不一，灰白色，初期类似蔽光高积云，由衰退的积云或积雨云延展而来。

### 絮状高积云

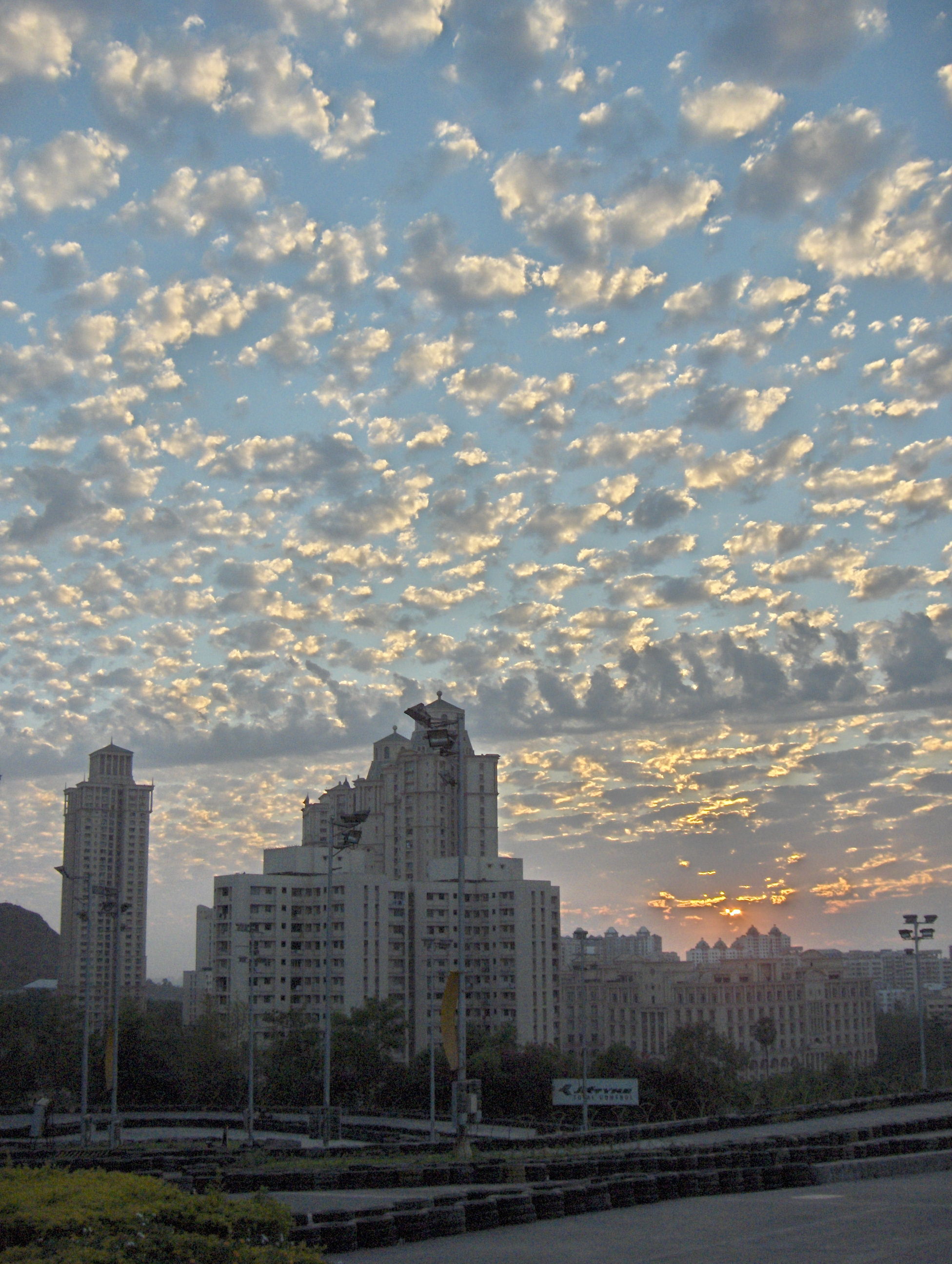
絮状高积云

- 絮状高积云：个体破碎如絮，呈白色，无底边，多成群出现。

### 堡状高积云
- 堡状高积云：云块底部平坦，顶部有多个塔状凸起。